# Anton Kehle
Anton Kehle (ur. 8 listopada 1947 w Füssen, zm. 24 września 1997 tamże) – niemiecki hokeista grający na pozycji bramkarza, reprezentant kraju, olimpijczyk. Zawodnik EV Füssen

## Kariera
Anton Kehle całą karierę sportową spędził w EV Füssen, którą rozpoczął w 1964 roku. W sezonie 1964/1965, jako trzeci bramkarz klubu zdobył mistrzostwo Niemiec, jednak w następnych latach był już podstawowym bramkarzem EV Füssen, z którym zdobył jeszcze czterokrotnie mistrzostwo Niemiec (1968, 1969, 1971, 1973), dwukrotnie wicemistrzostwo Niemiec (1966, 1972) oraz dotarł do finału Pucharu Europy 1965/1966, w którym przegrał rywalizację z czechosłowackim TJ ZKL Brno 0:4 (4:6, 5:7, 2:6, 1:6). Po sezonie 1979/1980 po raz pierwszy zakończył karierę sportową, jednak w sezonie 1981/1982 wznowił karierę sportową, jednak po sezonie ostatecznie zakończył karierę sportową.

## Kariera reprezentacyjna
Anton Kehle w latach 1966–1977 w reprezentacji RFN rozegrał 116 meczów, w których spędził 6 minut na ławce kar. Przez większość kariery reprezentacyjnej był w cieniu Ericha Weishaupta. Dwukrotnie uczestniczył w zimowych igrzyskach olimpijskich (1972, 1976). Na turnieju olimpijskim 1976 w Innsbrucku z reprezentacją RFN pod wodzą selekcjonera Xavera Unsinna zdobył pierwszy od 44 lat medal olimpijski – brązowy medal. W październiku tego samego roku za ten sukces wraz z innymi wraz z kolegami z reprezentacji RFN otrzymał z rąk ówczesnego kanclerza Niemiec, Helmuta Schmidta Srebrny Liść Laurowy.
Ponadto 7-krotnie uczestniczył w mistrzostwach świata (1969, 1970 – awans do Grupy A, 1971, 1972, 1973 – spadek do Grupy B, 1976, 1977).

## Sukcesy

### Zawodnicze
EV Füssen
- Mistrzostwo Niemiec: 1965, 1968, 1969, 1971, 1973
- Wicemistrzostwo Niemiec: 1966, 1972
- Finał Pucharu Europy: 1966

Reprezentacja RFN
- Awans do Grupy A mistrzostw świata: 1970
- Brązowy medal zimowych igrzysk olimpijskich: 1976

### Odznaczenia
- Srebrny Liść Laurowy: 1976
- Członek Niemieckiej Galerii Sławy Hokeja na Lodzie

## Śmierć
Anton Kehle zmarł 24 września 1997 roku w Füssen.